# Echthromorpha tirathabae
Echthromorpha tirathabae är en stekelart som beskrevs av Perkins 1937. Echthromorpha tirathabae ingår i släktet Echthromorpha och familjen brokparasitsteklar. Inga underarter finns listade i Catalogue of Life.